# José Clarke
José Clarke, spesso riportato come Edwin Clarcke (fl. XX secolo), è stato un calciatore argentino, di ruolo attaccante.

## Caratteristiche tecniche
Giocava come centravanti.

## Palmarès

### Club

#### Competizioni nazionali
- Copa Intendente Nicasio Vila: 3

Rosario Central: 1915, 1916, 1917
- Copa de Honor Municipalidad de Buenos Aires: 1

Rosario Central: 1916
- Copa de Competencia Jockey Club: 1

Rosario Central: 1915

### Individuale
- Capocannoniere della Copa Campeonato: 1

1922 (12 gol)